# Aguilar de Anguita
Aguilar de Anguita es una localidad española del municipio de Anguita, perteneciente a la provincia de Guadalajara, en la comunidad autónoma de Castilla-La Mancha.

## Geografía
Se trata de un pequeño pueblo asentado sobre una colina calcárea. Dispone de excelentes comunicaciones, al pasar la N-211 (Alcolea del Pinar - Monreal del Campo).

## Historia
Los celtíberos se asentaron en el lugar que actualmente ocupa el pueblo, así como en el poblado de la Cera (en la vega del arroyo del Prado) y en el lugar conocido como "El Castillejo". 
Destaca el hallazgo en el lugar de la necrópolis celtíbera más extensa que se conoce: la necrópolis de "el Altillo". Todo lo que se halló en el lugar fue llevado por el marqués de Cerralbo a su museo, en Madrid, pasando, posteriormente, al Museo Arqueológico Nacional (MAN), donde actualmente se encuentra.
A mediados del siglo XIX, el lugar, por entonces con ayuntamiento propio, tenía contabilizada una población de 96 habitantes. Aparece descrito en el primer volumen del Diccionario geográfico-estadístico-histórico de España y sus posesiones de Ultramar de Pascual Madoz de la siguiente manera:

AGUILAR DE ANGUITA: l. con ayunt. de la prov. de Guadalajara (11 leg.), dióc., adm. de rentas y part. jud. de Siguenza (4), aud. terr. y c. g. de Madrid (24): sit. en la cima de una altura formada por varios peñascos, le baten los aires con libertad y su clima es sano. Hay 30 casas inclusa la consistorial, todas de mala construccion y esparcidas de modo que no forman calles; tiene escuela de 1.ª educación, una parr. con bóveda hermosa, dedicada á S. Esteban y servida por un cura, contiguo un cementerio y al N. é inmediacion del l., una ermita de Ntra. Sra. del Robusto. Confina el term. por N. con el de Benamira, por E. y S. con el de Anguita, y por O. con el de Garbajosa: comprende 3250 fan. de tierra, de las cuales se cultivan 1980, siendo 330 de l.ª calidad, 1300 de 2.ª y 350 de 3.ª De las demas tierras pueden reducirse á cultivo 10 fan., que prod. pastos, árboles y mata baja; todo el terreno es de secano y le cruza el camino que se dirige á Garbajosa, Anguita y Benamira. Prod. trigo, cebada, centeno, avena, garbanzos y legumbres, ganado lanar, vacuno, mular, asnal, de cerda y caballar. Pobl. 28 vec.: 96 hab. cap. prod. 614,450 rs. Imp. 37,300 rs. contr. 2266 rs. 22 mrs.
(Madoz, 1845, p. 137)

## Demografía
| Gráfica de evolución demográfica de Aguilar de Anguita entre 1842 y 1960 |
| |
| Población de derecho según los censos de población del INE Población de hecho según los censos de población del INEEntre el censo de 1970 y el anterior, este municipio desaparece porque se integra en el municipio Anguita |

## Patrimonio
- Iglesia parroquial de San Esteban.[1]
- El lugar cuenta con uno de los dólmenes más meridionales que se conocen: el dolmen del Portillo de las Cortes, en aceptable estado de conservación. Igualmente, en el lugar se encontraron menhires.
- En la vega del arroyo del Prado, en dirección a Anguita, se encuentra un puente romano-medieval en excelente estado de conservación. Cerca de este lugar, igualmente, se conserva un trozo de calzada romana.
- Junto con Anguita, a partes iguales, comparte la propiedad del yacimiento de "La Cerca", eventual ciudad celtíbera, posterior asentamiento romano.
- Cerca del pueblo se encuentra la ermita de Nuestra Señora del Robusto. Lugar al que se hacían célebres procesiones en las que participaba todo el antiguo Común de Villa y Tierra de Medinaceli.

Al lado de esta ermita, en el año 2007, al realizar obras en el próximo oleoducto La Rota-Zaragoza, se hallaron restos de una villa romana, hoy sepultada.

## Personas notables
La familia del actual arzobispo de Sevilla (anterior obispo de Córdoba), Juan José Asenjo Pelegrina, procede del lugar.